# Andreas Pampuch
Andreas Pampuch (* 20. November 1903 in Klein Döbern, Oberschlesien; † 29. Oktober 1983 in Kitzingen) war ein deutscher Bezirksoberverwaltungsrat. Er wirkte zwischen 1955 und 1970 als hauptamtlicher Bezirksheimatpfleger des bayerischen Regierungsbezirks Unterfranken.

## Leben
Andreas Pampuch wurde am 20. November 1903 im oberschlesischen Klein Döbern im preußischen Landkreis Oppeln geboren. Über die Familie und die schulische Ausbildung ist nichts bekannt. Pampuch absolvierte im Jahr 1924 am Schullehrerseminar in Frankenstein (heute Ząbkowice Śląskie) ein Examen zum Volksschullehrer. Anschließend ließ er sich zusätzlich zum Elektromonteur ausbilden. Pampuch war danach als Berufsberater im Arbeitsamt von Oppeln tätig. Im Jahr 1929 nahm er ein Studium an der Universität Breslau auf, das er im Jahr 1935 mit dem Staatsexamen in Chemie, Biologie und Geographie abschloss. Im Jahr 1937 promovierte Pampuch an der Universität Breslau und legte sein Assessoren-Examen für den Universitätsdienst ab.
Noch während des Zweiten Weltkrieges wurde er 1941 in Breslau zum Landesverwaltungsrat und Kulturdezernent ernannt. Pampuch stieg schnell zum Leiter der niederschlesischen Kulturabteilung der Provinzverwaltung auf. Im Jahr 1942 wurde Pampuch in die Wehrmacht eingezogen und kämpfte an der Ostfront. Pampuch geriet in russische Gefangenschaft und wurde zeitweise als Agronom eingesetzt. Erst im Jahr 1949 gelang ihm die Rückkehr. Pampuch siedelte nach Kitzingen über. Pampuch arbeitete in den Nachkriegsjahren als Volkshochschullehrer und wurde als Dozent des Europabildungswerkes in Regensburg eingesetzt. Von ihm sind in den frühen 1950er Jahren außerdem Vorträge für mehrere Kreisjugendringe in Unterfranken nachgewiesen.
Allerdings gelang es Andreas Pampuch schnell, in seinen alten Wirkungsbereich zurückzukehren. Am 1. Juli 1955 wurde er als Bezirksoberverwaltungsrat zum Bezirksheimatpfleger des bayerischen Regierungsbezirks Unterfranken ernannt. Dieses Amt hatte er bis zum Jahr 1970 inne. Im Zuge des Stellenantritts publizierte Pampuch eine Vielzahl an Büchern zur unterfränkischen Landeskunde, wobei er auch immer wieder Bezüge zur schlesischen Heimatkunde einfließen ließ. 1960 wurde Pampuch Dozent für Landeskunde an der Universität Würzburg. Ab 1964 wirkte Pampuch außerdem als Lehrbeauftragter für Landes- und Volkskunde an der Pädagogischen Hochschule in Würzburg. Daneben engagierte sich Pampuch ab 1966 als Naturschutzbeauftragter des Landkreises Kitzingen. 
Nach Ende seiner Berufstätigkeit wurde er bis 1973 zum ehrenamtlichen Kreisheimatpfleger des Landkreises Kitzingen ernannt. Daneben engagierte er sich nun vermehrt in den Vereinen und Zusammenschlüssen Kitzingens und Unterfrankens. Pampuch brachte weiterhin über Vorträge, Wochenendtagungen und Heimatabenden und Seminaren einer interessierten Öffentlichkeit die Landeskunde von Unterfranken näher. Am 6. Februar 1975 wurde ihm von der Stadt Kitzingen das ehemalige Rathaus von Sickershausen zur Verfügung gestellt. Hier entstand das Frankenstudio, in dem die Sammlungen Pampuchs untergebracht wurden und das sich heute zu einem Museum entwickelt hat. Andreas Pampuch starb am 19. Oktober 1983 in Kitzingen.

## Werke (Auswahl)
Schriften
- Heimkehr der Bessarabien-Deutschen. Schlesien-Verlag, Breslau 1942.
- Bodo Zimmermann, ein schlesisch-fränkischer Künstler. Kunstmappe mit 40 Holzschn. Würzburg 1956, zweite Auflage 1968.
- Wege zur Heimat. Würzburg 1958.
- Der Schwanberg und sein Umkreis. Kitzingen 1959.
- mit Georg Schmidt, Georg Trost: Ostheim vor der Rhön und seine Burgen. Ostheim vor der Rhön 1961.
- Der Kreuzberg und sein Umkreis. Bad Neustadt an der Saale 1970, 2. Auflagen.
- Franken und Schlesien geschichtliche und kulturelle Beziehungen. Würzburg 1970.
- Bayerische Bezirkswappen. Würzburg 1970.
- Stadt- und Landkreiswappen von Unterfranken. Hartdruck, Volkach 1972.
- Fränkische Weinlandschaft. Literatur–Vokabular–Dienststellen. eine Auswahl. Würzburg 1973.
- Natur und Humor. Kitzingen 1974.
- (Hrsg.): Angelus Silesius: Weihnacht (mit Bildern von Bodo Zimmermann). Kitzingen 1982.
- mit Erwin Rutte: Naturschutz ist Herzenssache. Kitzingen o. J.

Musikalien
- Heimat im Spessart (Notensammlung). Würzburg 1966.
- Fränkische Mundart-Lieder (Notensammlung). Würzburg 1968.
- Fränkische Mundartgedichte (Schallplatte). Kögler, Stuttgart 1969.
- Heut is Hoachzich (Notensammlung). Würzburg 1970.

Weiteres
- Erneuerte bayerische Trachten mit besonderer Berücksichtigung der unterfränkischen Trachtenerneuerung (Schnittbogen). Würzburg 1966.

## Mitgliedschaften und Ehrungen
- Stiftung Kulturwerk Schlesien
- Beirat im Bayerischen Landesverein für Heimatpflege
- Bund Naturschutz, Kreisgruppe Kitzingen
- 1966–1971 Unterfränkischer Bezirksvorsitzender des Frankenbundes
- 1968 Großes Goldenes Bundesabzeichen des Frankenbundes